# Emilio Blanco
José Emilio Blanco Cabezón (Avilés, Asturias, España, 9 de enero de 1965-14 de mayo de 2002) fue un futbolista español que jugaba de centrocampista.

## Clubes
| Club                   | País   | Año       |
| ---------------------- | ------ | --------- |
| Sporting Atlético      | España | 1982-1986 |
| Real Sporting de Gijón | España | 1986-1991 |
| Real Burgos C. F.      | España | 1991-1994 |
| U. P. Langreo          | España | 1994-1997 |